# 주트 수트

1942년 워싱턴에서 한 병사가 주트 수트를 검사하고 있다

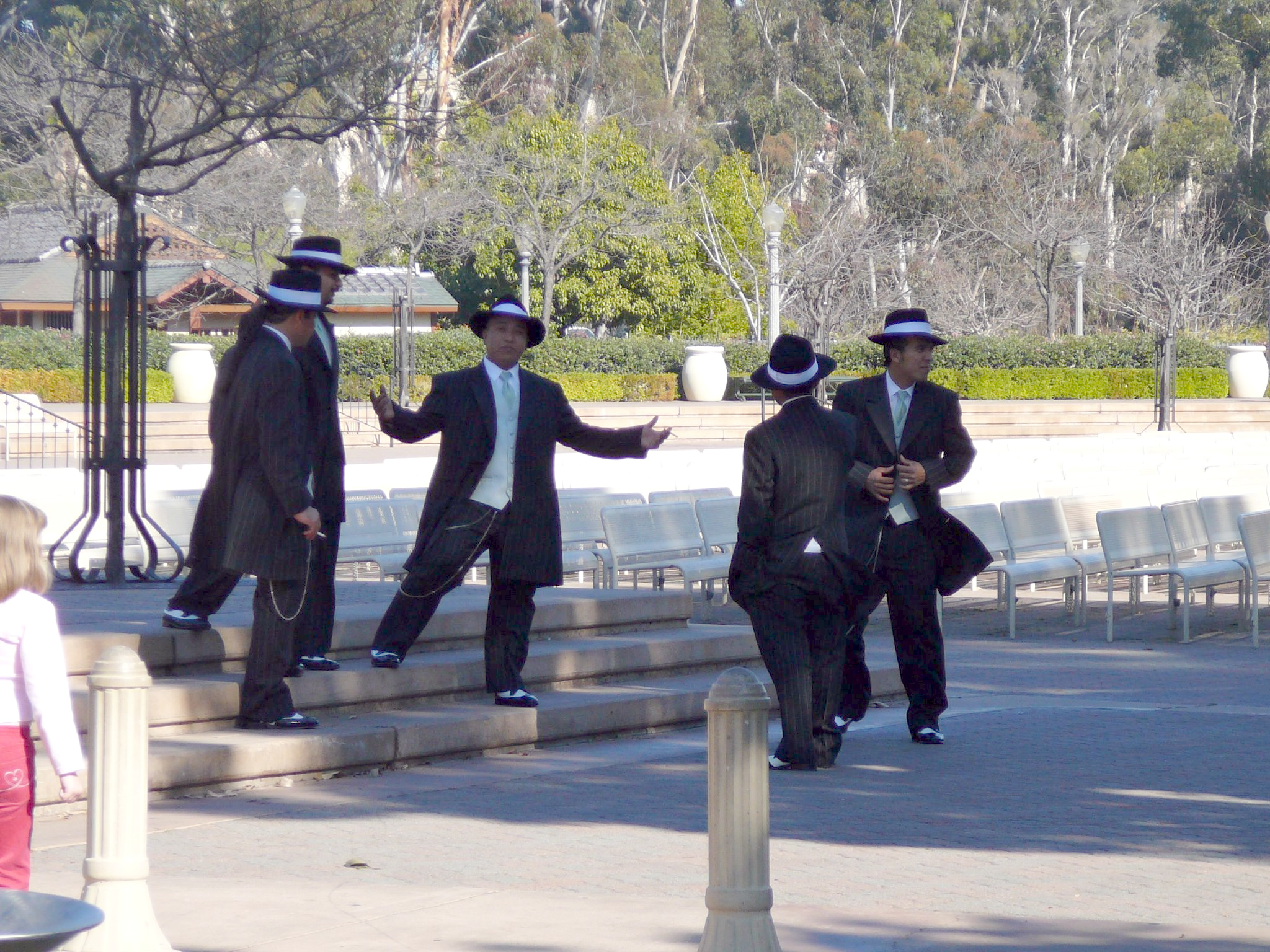
주트 수터(Zoot Suiter)

주트 수트(zoot suit 또는 zuit suit)는 허리까지 올라오는 통이 넓은 바지와 두툼한 패드를 어깨 부위에 넣은 긴 코트를 입은 외양을 일컫는다. 이러한 옷 스타일은 1930~1940년대에 걸쳐 아프리카계 미국흑인, 멕시코계 미국인, 푸에르토리코 섬 주민, 이탈리아계 미국인, 필리핀계 미국인 사이에 유행했다.

## 특징
주트 수트를 입은 사람(zoot suiter)은 주로 끝이 뾰족하고 면이 넓은 챙이 모자를 썼으며 프랑스 스타일 신발도 함께 신었다. 그 당시 맬컴 엑스는 주트 수트를 “어깨에 패드가 들어간 헐렁헐렁하고 괴상한 코트"라고 묘사했다.
그리고 허리띠에 시곗줄을 달아 줄을 무릎 부근까지 늘어 뜰인 상태에서 줄을 내놓고 다닌 것은 또다른 특징 중 하나이다.
무도회나 각종 축제 등의 특별한 행사를 위한 특별한 의상이기도 했다. 반면에 주트 수트의 다양한 장식 및 재단 때문에 사람들 사이에서 다소 사치스러운 의상으로 인식되기도 하였다. 이로 인해 미국 전시 생산 위원회(War Production Board : WPB)는 세계 2차 대전 당시 전쟁 보급품이 주트 수트에 낭비되고 있다고 주트 수터(Zoot Suiter)들에게 일침을 가하였고. 이는 후에 주트 수트 폭동(Zuit Suit Riots)을 야기시켰다. 당시 사이즈가 큰 수트를 입는 것은 자유에 대한 결의를 뜻했다.

## 역사
옥스퍼드 영어사전에는 주트(Zoot)의 어원은 수트(Suit)라고 명시 되어 있으며 맥시코계 미국인 청소년들이 흔히 사용하던 속어로 수트를 주트로 발음하여 주트라는 단어가 파생되었다고 전해진다.
주트 수트(Zoot Suit)라는 명칭은 시카고 소재 의류상이자 재즈밴드 트럼펫 연주가인 헤롤드 폭스(Harold Fox)와 그 외 많은 재봉사들에 의해 만들어졌다.
주트 수트는 1930년대 후반 뉴욕 맨하탄 섬 동북부에 있는 흑인 거주 구역인 할렘의 재즈 문화에서 처음으로 인기가 끌었다. 당시 주트 수트는 드레이프(drapes) 라 불리었다. 그 후 맥시코계 미국인까지 인기가 퍼져 나갔고 특히 로스앤젤레스(Los Angeles)에서 맥시코계 10대 청소년 사이에서 크게 유행했다.